# Otomo (автомобильная марка)
Otomo — автомобильная марка, основанная Дзюнъей Тоёкавой, и строившаяся с 1924 по 1927 годы в Токио на базе металлургического завода Хакуёся (Hakuyosha Ironworks Ltd.). Предприятие занималось выпуском экспериментальных автомобилей Ales 1921 года. Otomo оснащала лёгкие автомобили 944-кубовыми четырёхцилиндровыми двигателями воздушного охлаждения. Сами автомобили имели 2- или 4-местный кузов таурер или седан, либо кузов фургона. В 1926 году появилась модель двигателя жидкостного охлаждения мощностью 24 л.с. В этот период, Otomo был одним из двух японских автопроизводителей, присоединившихся к компании Gorham (финансируемой американским авиационным инженером Уильямом Горхамом).

## История
В 1921 году было построено 2 прототипа под названием «Алес». Один из них оснащён мотором объёмом 780 см³ воздушного охлаждения (модель «М»), а второй — 1610 см³ с жидкостным охлаждением (модель «S»). После двух лет доработок, в 1923 году начался серийный выпуск автомобилей под названием Otomo.
В серию пошли автомобили с моторами объёмом 1 и 1,3 л, оба с воздушным охлаждением. В 1926 году добавился 1,8-литровый 24-сильный мотор с водяным охлаждением. Автомобили были построены на деревянных шасси с кузовами на деревянных каркасах, обшитых стальными листами, поэтому вес автомобилей составлял 450 кг (600 кг для модели 1,8).
В то время автомобили этой марки в большинстве своём использовались в качестве такси. Но кроме продаж в такси, компании удалось наладить поставки автомобилей в Китай. Таким образом, Otomo став первыми японскими автомобилями, которые пошли на экспорт. Но в 1925 году в Японии появился Ford, а затем и Chevrolet, у которых был опыт массового производства автомобилей. Эти фирмы стали предлагать более доступные и в то же время более технологичные машины, так что в 1928 году производство Otomo было закрыто. Всего за 5 лет удалось выпустить около 300 машин.
Компании Toyota удалось отыскать останки автомобиля и восстановить его, позже выставив в своем музее. Otomo была одной из двух японских марок, которые выпускались в 1920-е годы.